# Любов'ю треба дорожити
«Любов'ю треба дорожити» — радянський художній фільм-мелодрама 1959 року режисера Сергія Сплошнова. Лідер кінопрокату СРСР — третє місце в прокаті 1960 року, його подивилися 33.9 млн глядачів.

## Сюжет
Катя Дорошевич — передова ткаля на текстильному кобінаті, товариші її поважають, подруги люблять, за нею доглядає хороший хлопець Степан — матрос, що демобілізувався з Балтійського флоту. Але все змінюється, коли в кімнаті гуртожитку, де вона живе ще з трьома дівчатами-ткалями, виявляють вкрадений з комбінату товар. Всі докази проти Каті. Її звільняють з комбінату. Степан цурається її. Вирішивши, що у неї більше немає справжніх друзів і любові, вона їде на далеке будівництво. У цей час її подруги і комітет комсомолу, переконані у тому, що Катя — чесна людина, встановлюють правду — в історії, яка сталася з Катею, непристойну роль зіграла її подруга Зіна, і починають пошук Каті…

## У ролях
- Ніна Іванова — Катя Дорошевич
- Едуард Бредун — Степан
- Зінаїда Асмолова — Тамара Пєтушкова
- Муза Крепкогорська — Поліна Савчук
- Інга Будкевич — Зіна
- Анатолій Адоскін — Костя, комсорг комбінату
- Тетяна Алексєєва — Антоніна Василівна, секретар райкому комсомолу
- Костянтин Сорокін — Платон Васильович Пєтушков, батько Тамари
- Федір Шмаков — Антон Іванович
- Павло Молчанов — Казимир Петрович
- Валентина Кравченко — Фрося Якимчук
- Євген Полосін — Єгор Якимчук
- Борис Щербаков — фарцовщик
- Юрій Галкін — піжон
- Юрій Сидоров — Петро
- Георгій Юматов — фотокореспондент
- Іван Шатилло — Прокіп Федорович
- Олексій Барановський — Аким Акимич

## Знімальна група
- Режисер — Сергій Сплошнов
- Сценаристи — Михайло Берьозко, Сергій Сплошнов
- Оператор — Олег Авдєєв
- Композитори — Юрій Бєльзацький, Юрій Семеняко
- Художник — Євген Ганкин